# Ла Мандрија (Верчели)
Ла Мандрија је насеље у Италији у округу Верчели, региону Пијемонт.
Према процени из 2011. у насељу је живело 34 становника. Насеље се налази на надморској висини од 215 м.